# Gloria (film 1926)
Gloria (What Price Glory?) è un film muto del 1926 diretto da Raoul Walsh.
Di questo film è stato realizzato nel 1952 un remake dal medesimo titolo originale (nella distribuzione per il mercato italiano: Uomini alla ventura), diretto da John Ford.
Entrambi i film sono stati tratti dal dramma per il teatro What Price Glory? di Maxwell Anderson e Laurence Stallings.
I personaggi dei sergenti Quirt e Flagg compariranno in seguito in altri tre film: I due rivali (1929), Sempre rivali (1931) e Tutto pepe (1933).

## Trama
Il sergente Quirt e il capitano Flagg del corpo dei marines sono due inveterati rivali, prima in Cina e nelle Filippine e poi anche in Francia. Qui, Flagg si mette a corteggiare la figlia di un albergatore, la bella Charmaine. Quando arriva anche Quirt, le dispute tra i due si riaccendono. Ma la guerra è ormai alle porte e li unirà in una causa comune.

## Produzione
Prodotto da William Fox per la sua Fox Film Corporation, il film venne a costare 360.000 dollari. Il 15 novembre 1928, il venticinquenne attore Jack Fay morì per le ferite riportate in seguito a un'esplosione durante le riprese. Sembra che anche una comparsa sia morta nel corso della lavorazione del film

### Colonna sonora
La canzone Charmaine (il nome della protagonista femminile) era stata scritta da Erno Rapee (musica) e Lew Pollack (parole) per fare da accompagnamento durante le proiezioni in sala del film. Nel remake del 1952, Uomini alla ventura (What Price Glory?) di John Ford, Charmaine fu ripresa e incorporata nella colonna sonora del film.

## Distribuzione
Il film fu distribuito dalla Fox Film Corporation, uscendo in anteprima a New York il 23 novembre 1926 con il titolo What Price Glory?. Alla prima di Los Angeles, la proiezione fu accompagnata dalle musiche originali di R.H. Bassett.
Il film incassò, nei soli USA, 700.000 dollari (a fronte di un investimento di 360.000 dollari).
Nel 1966, è stato pubblicato in VHS dalla Critics' Choice Video, mentre la Teakwood Video l'ha fatto uscire nel 2005 sia in VHS che in DVD.

### Date di uscita
IMDb
- USA	23 novembre 1926  (anteprima a New York)
- Austria	1927
- Germania 	1927
- Finlandia 	29 ottobre 1928
- Portogallo	14 novembre 1928
- USA   1966   VHS
- USA  2005    VHS / DVD

### La critica
Gian Carlo Bertolina, Raoul Walsh, Quaderni del Movie Club di Torino, 1977:
"Picaresco, avventuroso. Una virile commedia che ingloba parecchie sequenze spettacolari di battaglia e inaugura la fortunata serie bellica di RW (Raoul Walsh, N.d.R.). In questo primo episodio, Flagg e Quirt, tra un combattimento e l'altro, si assicurano i favori della bella cuoca Camille (ex principe persiano)"